# AMB Generali
Pour les articles homonymes, voir AMB.
AMB Generali est une entreprise allemande qui faisait partie du MDAX.